# Râul Dilcov
Afluentul Dilcov face parte din râul Milcov și are trecere prin Satul Cârligele, are un debit scăzut, dar totuși funcțional. Acesta are funcție importanta, deoarece la furtuni și ploi dese, uneori cu cantități însemnate de apă, acesta ajută la drenarea cat mai rapidă cu putință a cantităților însemnate de apă, ceea ce duce la neformarea inundațiilor sau a altor catastrofe de origine naturală.